# Breștea, Timiș
Breștea (maghiară Berestye, bulgară Брешкя/Brešća) este un sat în comuna Denta din județul Timiș, Banat, România.

## Istorie
Breștea a fost înființată în 1842 de circa 110 familii de bulgari bănățeni romano-catolici din Dudeștii Vechi (Stár Bišnov). Fiecare cap de familie a primit un lot de casă și 11 jugăre de teren arabil. După 1880 o parte din populația bulgară s-a reîntors în Bulgaria, unde au înființat satul Bardarski Geran. Bulgarii au ridicat biserica romano-catolică în anul 1902. Au rămas majoritari până în ziua de azi (circa 90% la recensământul din 2002)

## Populația
În 1869 locuiau în Breștea circa 1-991 de bulgari, iar în 1880 numărau 1.087. Evoluția populației a fost după cum urmează:
| 1890 | 1.174 | 1.087 | 27 | 20 | 29 | 14 | - | -  |
| 1910 | 1.002 | 889   | 20 | 53 | 26 | 14 | - | -  |
| 1930 | 863   | 804   | 6  | 17 | 15 | 9  | 2 | 10 |
| 1956 | 847   | 815   | 25 | 7  | -  | -  | - | -  |
| 1977 | 748   | 709   | 18 | 12 | -  | 7  | - | 1  |
| 1992 | 589   | 544   | 28 | 16 | -  | 1  | - | -  |
| 2002 | 535   | 460   | 62 | 9  | -  | -  | - | 4  |